# Нагата, Тэцуо
Тэцуо Нагата  (яп. 永田鉄男; фр. Tetsuo Nagata; род. 1952, Нагано, Япония) — французский кинооператор японского происхождения. Дважды лауреат премии «Сезар» за лучшую операторскую работу (в 2002 и 2008 годах).

## Биография
Окончил Парижский университет в 1972 году. В 1970-х годах работал в Японии ассистентом оператора Хироси Сегава. Вернувшись в 1982 году в Париж был ассистентом оператора Рикардо Ароновича. С 1988 года работал главным образом оператором в коммерческих компаниях, музыкального видео и короткометражных лент.
Дебютировал в большом кино в 1999 году как оператор фильма режиссера Франсуа Дюпейрона «Что есть жизнь?». За работу в фильме этого же режиссера «Палата для офицеров» Нагата был удостоен премии «Сезар». Во второй раз получил эту награду в 2008 году за фильм «Жизнь в розовом цвете» режиссёра Оливье Даана.
Тэцуо Нагата работал также главным оператором для коммерческих компаний, таких как Rolex, Clinique и Honda.

## Частичная фильмография
- 1999: Что есть жизнь? / C'est quoi la vie ?
- 2002: Неудержимые / Riders
- 2003: Твои руки на моей заднице / Laisse tes mains sur mes hanches
- 2004: Блуберри / Blueberry
- 2004: Глюк / Narco
- 2007: Жизнь в розовом цвете / La Môme
- 2009: Химера / Splice
- 2009: Неудачники / Micmacs à tire-larigot